# Huangsang
Huangsang (kinesiska: 黄桑, 黄桑乡) är en socken i Kina. Den ligger i provinsen Hunan, i den södra delen av landet, omkring 290 kilometer väster om provinshuvudstaden Changsha. Antalet invånare är 14936. Befolkningen består av 7 280 kvinnor och 7 656 män. Barn under 15 år utgör 18,0 %, vuxna 15-64 år 71 %, och äldre över 65 år 10,0 %.
Genomsnittlig årsnederbörd är 1 960 millimeter. Den regnigaste månaden är maj, med i genomsnitt 337 mm nederbörd, och den torraste är december, med 48 mm nederbörd.